# Paseando por Roma
«Paseando por Roma» es una canción del grupo musical Soda Stereo, lanzada como último sencillo de su también último y exitoso álbum de estudio titulado Sueño Stereo.

## Música
Sueño Stereo es un álbum que en parte homenajea al álbum de estudio Revolver (1966) de The Beatles (grupo que fue una de las principales influencias en toda la carrera de Soda Stereo), e incluye varios guiños y referencias a él, desde la combinación de colores de la portada del álbum hasta incluir una canción con la palabra "revólver" en el título («Ella uso mi cabeza como un revólver»). En el caso de «Paseando por Roma», cuenta con una línea de bajo basada en la canción «Taxman», y los vientos y arreglos del estribillo inspirados en «Got to Get You into My Life». Siguiendo con la influencia británica, la música es de estilo britpop, estilo que nunca antes habían tocado. La canción comienza con un redoble de batería, el que da paso a una base relativamente despojada, formada por guitarra, bajo y batería. Más adelante se suma un ensamble de brasses que remite a arreglos de The Beatles, (en el estilo de canciones como «Got to Get You into My Life»). Además se agrega un sintetizador con sonido analógico y textural.

## Versión de "El último concierto"
La canción fue interpretada en las giras musicales, dado que se convirtió en una de las más populares del grupo. Por ende, la canción fue interpretada en la última gira de Soda Stereo, así mismo como en el mismo último concierto de ella. Sin embargo, hay un detalle en particular:
En el CD y DVD de "El último concierto", aparece «Paseando por Roma». Sin embargo, el audio incluido no es el del último concierto del grupo musical en el estadio de River Plate en 1997. El audio incluido es el concierto en Chile de la misma gira.
Esto es notable por una grabación de la canción en Chile, que se puede apreciar aquí. Ese audio es el que se incluye en el CD de El último concierto, y ese audio se lo hizo empatar con el vídeo musical del grupo en su último concierto en Buenos Aires, para el DVD, como se puede ver aquí. La verdadera presentación de la canción en el último concierto se puede escuchar aquí, donde se puede apreciar que es notablemente distinta.
Dado que el audio es distinto y se lo hace cuadrar con las imágenes de Soda Stereo en el estadio de River Plate, hay muy pocas tomas de Cerati cantando en el video. En especial, en Chile Cerati cantó, "Esta noche, soy un robocop". En el último concierto, Cerati cantó la frase original, "Esta noche, soy un simulcop". Dado que se cuadró el audio de Chile con el vídeo del último concierto, en el video solamente muestran a Cerati diciendo la última sílaba - "cop", para que no se note que es otro audio.